# Строитель (Тамбовская область)
Строи́тель — посёлок в Тамбовской области России. Входит в городской округ город Тамбов.

## География
Расположен в 5 км к югу от центра Тамбова, вдоль автомобильной дороги на Котовск (ул. Придорожная), в нескольких километрах от реки Цны. 
На севере примыкает к Советскому внутригородскому району Тамбова, на юге — к селу Бокино. На северо-востоке выходит на берега Бокинских прудов.
Железнодорожная станция Бокино на линии Тамбов — Балашов Юго-Восточной железной дороги.

## Население
| 1979    | 2002    | 2010    | 2012    | 2013    | 2014    | 2015    |
| ------- | ------- | ------- | ------- | ------- | ------- | ------- |
| 5359    | ↗17 695 | ↗18 437 | ↗18 711 | ↗19 127 | ↗19 344 | ↗19 539 |
| 2016    | 2017    | 2018    | 2019    | 2020    | 2021    |         |
| ↘19 173 | ↗19 300 | ↗19 382 | ↘19 265 | ↘18 955 | ↗19 647 |         |

## История
В 1969 году между селом Бокино и городом Тамбов на пустыре вырос посёлок Бокинского строительного комбината. Постановлением Исполнительного Комитета народных депутатов от 3 ноября 1969 года «Об отведении земельного участка Тамбовскому областному совету «Межколхозстрой» под строительство жилого посёлка из колхоза имени Жданова» в связи с возникновением потребности в жилье для рабочих строительных предприятий, объединением «Облмежколхозстрой» совместно с ПМК-1 было заложено строительство посёлка. Введен в эксплуатацию он был в 1971 году в качестве «спальных районов» для рабочих непосредственно прилегающих к посёлку заводов. Первоначально посёлок принадлежал к Бокинскому сельсовету, но в январе 1987 году он был выделен в самостоятельный Цнинский сельсовет.
Со 2 по 12 сентября 2022 года через платформу Госуслуги проводился опрос жителей посёлка Строитель по отношению к инициативе включения посёлка в состав городского округа Тамбов.
До 2022 года посёлок был административным центром и единственным населённым пунктом Цнинского сельсовета.

## Экономика
На территории промышленной зоны находятся:
- силикатный завод
- асфальтный завод,
- «ТАМАК» (предприятия по изготовлению панельных загородных домов)
- ООО «АТЕСИ» (производство кухонного оборудования)
- ДСУ-2
- ООО «Бокинский завод строительных конструкций»
- ООО «Пенобетон»
- предприятие «Станичные байки» (по производству семечек)
- ЗАО «ИЗОРОК» — завод теплоизоляционных материалов
- ООО "ТЭП" - Тамбовские электропередачи

## Инфраструктура
- Дом культуры «Молодёжный»
- Районная поликлиника
- Две школы:

1. МАОУ "Цнинская СОШ №1";
2. МБОУ "Цнинская СОШ №2".

- Четыре детских сада
- Многопрофильный колледж им. И.Т. Карасева (бывш. ПЛ №1), готовящее в том числе уникальных специалистов по хохломской росписи
- Футбольный клуб «Притамбовье»

## Достопримечательности
- 9 мая 2011 года в парке отдыха в микрорайоне Центральный в посёлке Строитель был открыт монумент памяти Защитникам отечества. Скульптурная композиция посвящена памяти воинов, участвовавших во всех вооружённых конфликтах, начиная со Второй мировой войны.

- Памятник воинам-дорожникам, представляющий собой отреставрированный асфальтоукладочный каток советских времён на постаменте с памятной табличкой, установленный в июле 2021 года для увековечивания памяти о подвиге дорожных войск, которые в годы Великой Отечественной войны героическими усилиями построили около 100 тысяч км дорог и более миллиона мостовых сооружений[16].